# 汪惟孝
汪惟孝（1246年—1297年），字公善，巩昌府盐川镇（今甘肃省漳县）人，元朝政治人物。汪世显之孙，汪直臣之子。
至元九年（1272年），为巩昌路总管，知府事，佩金虎符。历任兴元路总管，巩昌平凉等24处军前便宜都总帅，潼川路、四川东道宣慰使。至元二十三年（1286年），四川南道、四川西道宣慰使，兼宣慰使巩昌平凉等处万户，佩三珠虎符。二十七年（1290年），为四川行省右丞兼万户。次年，为行中书省右丞。三十年（1293年），为巩昌平凉等24处军前便宜都总帅兼府尹。元成宗元贞三年（1297年）去世。